# Vincitori del premio Nobel
I Premi Nobel sono premi assegnati ogni anno, con alcune eccezioni, a individui o organizzazioni (Premio Nobel per la pace), sotto l'autorità della Fondazione Nobel dalla Accademia reale svedese delle scienze (fisica e chimica), l'Accademia svedese (letteratura), l'Istituto Karolinska (fisiologia o medicina) e il Comitato Nobel Parlamento norvegese (pace). Sono stati creati per volontà di Alfred Nobel nel 1895, in cui si afferma che i premi devono essere amministrati dalla Fondazione Nobel. Il Premio Nobel per l'economia è stato creato nel 1968 dalla Sveriges Riksbank, la banca centrale della Svezia, in accordo con la Fondazione Nobel, per contribuire al campo economico.
Ogni nuovo destinatario, o “vincitore”, viene designato all'inizio di ottobre dalla Fondazione Nobel. Riceve il 10 dicembre a Stoccolma in Svezia, una medaglia d'oro, un diploma e una somma di denaro.
Questo articolo elenca i destinatari del Premio Nobel:

## Elenco dei destinatari
| Anno | Fisica                                                                | Chimica                                                                 | Medicina                                                              | Letteratura                               | Pace | Economia                                                       |
| ---- | --------------------------------------------------------------------- | ----------------------------------------------------------------------- | --------------------------------------------------------------------- | ----------------------------------------- | --- | -------------------------------------------------------------- |
| 1901 | Wilhelm Röntgen                                                       | Jacobus Henricus van 't Hoff                                            | Emil Adolf von Behring                                                | Sully Prudhomme                           | Henri Dunant; Frédéric Passy                                                                                         | —                                                              |
| 1902 | Hendrik Lorentz; Pieter Zeeman                                        | Emil Fischer                                                            | Ronald Ross                                                           | Theodor Mommsen                           | Élie Ducommun; Albert Gobat                                                                                          | —                                                              |
| 1903 | Henri Becquerel; Pierre Curie; Marie Curie                            | Svante Arrhenius                                                        | Niels Ryberg Finsen                                                   | Bjørnstjerne Bjørnson                     | William Randal Cremer                                                                                                | —                                                              |
| 1904 | Lord Rayleigh                                                         | William Ramsay                                                          | Ivan Pavlov                                                           | Frédéric Mistral; José Echegaray          | Istituto di diritto internazionale                                                                                   | —                                                              |
| 1905 | Philipp Lenard                                                        | Adolf von Baeyer                                                        | Robert Koch                                                           | Henryk Sienkiewicz                        | Bertha von Suttner                                                                                                   | —                                                              |
| 1906 | Joseph John Thomson                                                   | Henri Moissan                                                           | Camillo Golgi; Santiago Ramón y Cajal                                 | Giosuè Carducci                           | Theodore Roosevelt                                                                                                   | —                                                              |
| 1907 | Albert Abraham Michelson                                              | Eduard Buchner                                                          | Charles Louis Alphonse Laveran                                        | Rudyard Kipling                           | Ernesto Teodoro Moneta; Louis Renault                                                                                | —                                                              |
| 1908 | Gabriel Lippmann                                                      | Ernest Rutherford                                                       | Élie Metchnikoff; Paul Ehrlich                                        | Rudolf Christoph Eucken                   | Klas Pontus Arnoldson; Fredrik Bajer                                                                                 | —                                                              |
| 1909 | Karl Ferdinand Braun; Guglielmo Marconi                               | Wilhelm Ostwald                                                         | Emil Theodor Kocher                                                   | Selma Lagerlöf                            | Auguste Marie François Beernaert; Paul-Henri-Benjamin d'Estournelles de Constant                                     | —                                                              |
| 1910 | Johannes Diderik van der Waals                                        | Otto Wallach                                                            | Albrecht Kossel                                                       | Paul Heyse                                | Bureau international permanent de la paix                                                                            | —                                                              |
| 1911 | Wilhelm Wien                                                          | Marie Curie                                                             | Allvar Gullstrand                                                     | Maurice Maeterlinck                       | Tobias Asser; Alfred Hermann Fried                                                                                   | —                                                              |
| 1912 | Gustaf Dalén                                                          | Victor Grignard; Paul Sabatier                                          | Alexis Carrel                                                         | Gerhart Hauptmann                         | Elihu Root | —                                                              |
| 1913 | Heike Kamerlingh Onnes                                                | Alfred Werner                                                           | Charles Richet                                                        | Rabindranath Tagore                       | Henri La Fontaine | —                                                              |
| 1914 | Max von Laue                                                          | Theodore William Richards                                               | Robert Bárány                                                         | —                                         | — | —                                                              |
| 1915 | William Henry Bragg; William Lawrence Bragg                           | Richard Willstätter                                                     | —                                                                     | Romain Rolland                            | — | —                                                              |
| 1916 | —                                                                     | —                                                                       | —                                                                     | Verner von Heidenstam                     | — | —                                                              |
| 1917 | Charles Glover Barkla                                                 | —                                                                       | —                                                                     | Karl Adolph Gjellerup; Henrik Pontoppidan | Comitato internazionale della Croce Rossa                                                                            | —                                                              |
| 1918 | Max Planck                                                            | Fritz Haber                                                             | —                                                                     | —                                         | — | —                                                              |
| 1919 | Johannes Stark                                                        | —                                                                       | Jules Bordet                                                          | Carl Spitteler                            | Woodrow Wilson | —                                                              |
| 1920 | Charles Edouard Guillaume                                             | Walther Nernst                                                          | August Krogh                                                          | Knut Hamsun                               | Léon Bourgeois | —                                                              |
| 1921 | Albert Einstein                                                       | Frederick Soddy                                                         | —                                                                     | Anatole France                            | Hjalmar Branting; Christian Lous Lange                                                                               | —                                                              |
| 1922 | Niels Bohr                                                            | Francis William Aston                                                   | Archibald Hill; Otto Fritz Meyerhof                                   | Jacinto Benavente                         | Fridtjof Nansen | —                                                              |
| 1923 | Robert Andrews Millikan                                               | Fritz Pregl                                                             | Frederick Banting; John James Rickard Macleod                         | W. B. Yeats                               | — | —                                                              |
| 1924 | Manne Siegbahn                                                        | —                                                                       | Willem Einthoven                                                      | Władysław Reymont                         | — | —                                                              |
| 1925 | James Franck; Gustav Ludwig Hertz                                     | Richard Adolf Zsigmondy                                                 | —                                                                     | George Bernard Shaw                       | Austen Chamberlain; Charles G. Dawes                                                                                 | —                                                              |
| 1926 | Jean Baptiste Perrin                                                  | Theodor Svedberg                                                        | Johannes Fibiger                                                      | Grazia Deledda                            | Aristide Briand; Gustav Stresemann                                                                                   | —                                                              |
| 1927 | Arthur Compton; Charles Thomson Rees Wilson                           | Heinrich Otto Wieland                                                   | Julius Wagner-Jauregg                                                 | Henri Bergson                             | Ferdinand Buisson; Ludwig Quidde                                                                                     | —                                                              |
| 1928 | Owen Willans Richardson                                               | Adolf Otto Reinhold Windaus                                             | Charles Nicolle                                                       | Sigrid Undset                             | — | —                                                              |
| 1929 | Louis de Broglie                                                      | Arthur Harden; Hans von Euler-Chelpin                                   | Christiaan Eijkman; Frederick Gowland Hopkins                         | Thomas Mann                               | Frank B. Kellogg | —                                                              |
| 1930 | C. V. Raman                                                           | Hans Fischer                                                            | Karl Landsteiner                                                      | Sinclair Lewis                            | Nathan Söderblom | —                                                              |
| 1931 | —                                                                     | Carl Bosch; Friedrich Bergius                                           | Otto Heinrich Warburg                                                 | Erik Axel Karlfeldt                       | Jane Addams; Nicholas Murray Butler                                                                                  | —                                                              |
| 1932 | Werner Heisenberg                                                     | Irving Langmuir                                                         | Charles Scott Sherrington; Edgar Adrian                               | John Galsworthy                           | — | —                                                              |
| 1933 | Erwin Schrödinger; Paul Dirac                                         | —                                                                       | Thomas Hunt Morgan                                                    | Ivan Bunin                                | Norman Angell | —                                                              |
| 1934 | —                                                                     | Harold Urey                                                             | George Whipple; George Minot; William Murphy                          | Luigi Pirandello                          | Arthur Henderson | —                                                              |
| 1935 | James Chadwick                                                        | Frédéric Joliot-Curie; Irène Joliot-Curie                               | Hans Spemann                                                          | —                                         | Carl von Ossietzky                                                                                                   | —                                                              |
| 1936 | Victor Franz Hess; Carl David Anderson                                | Peter Debye                                                             | Henry Hallett Dale; Otto Loewi                                        | Eugene O'Neill                            | Carlos Saavedra Lamas                                                                                                | —                                                              |
| 1937 | Clinton Davisson; George Paget Thomson                                | Norman Haworth; Paul Karrer                                             | Albert Szent-Györgyi                                                  | Roger Martin du Gard                      | Robert Cecil | —                                                              |
| 1938 | Enrico Fermi                                                          | Richard Kuhn                                                            | Corneille Heymans                                                     | Pearl S. Buck                             | Ufficio internazionale Nansen per i rifugiati                                                                        | —                                                              |
| 1939 | Ernest Lawrence                                                       | Adolf Butenandt; Lavoslav Ružička                                       | Gerhard Domagk                                                        | Frans Eemil Sillanpää                     | — | —                                                              |
| 1940 | —                                                                     | —                                                                       | —                                                                     | —                                         | — | —                                                              |
| 1941 | —                                                                     | —                                                                       | —                                                                     | —                                         | — | —                                                              |
| 1942 | —                                                                     | —                                                                       | —                                                                     | —                                         | — | —                                                              |
| 1943 | Otto Stern                                                            | George de Hevesy                                                        | Henrik Dam; Edward Adelbert Doisy                                     | —                                         | — | —                                                              |
| 1944 | Isidor Isaac Rabi                                                     | Otto Hahn                                                               | Joseph Erlanger; Herbert Spencer Gasser                               | Johannes Vilhelm Jensen                   | Comitato internazionale della Croce Rossa                                                                            | —                                                              |
| 1945 | Wolfgang Pauli                                                        | Artturi Ilmari Virtanen                                                 | Alexander Fleming; Ernst Boris Chain; Howard Florey                   | Gabriela Mistral                          | Cordell Hull | —                                                              |
| 1946 | Percy Williams Bridgman                                               | James Batcheller Sumner; John Howard Northrop; Wendell Meredith Stanley | Hermann Joseph Muller                                                 | Hermann Hesse                             | Emily Greene Balch; John Mott                                                                                        | —                                                              |
| 1947 | Edward Victor Appleton                                                | Robert Robinson                                                         | Carl Ferdinand Cori; Gerty Cori; Bernardo Houssay                     | André Gide                                | Friends Service Council; American Friends Service Committee                                                          | —                                                              |
| 1948 | Patrick Blackett                                                      | Arne Tiselius                                                           | Paul Hermann Müller                                                   | T. S. Eliot                               | — | —                                                              |
| 1949 | Hideki Yukawa                                                         | William Giauque                                                         | Walter Rudolf Hess; António Egas Moniz                                | William Faulkner                          | John Boyd Orr | —                                                              |
| 1950 | Cecil Frank Powell                                                    | Otto Paul Hermann Diels; Kurt Alder                                     | Philip Showalter Hench; Edward Calvin Kendall; Tadeusz Reichstein     | Bertrand Russell                          | Ralph Bunche | —                                                              |
| 1951 | John Cockcroft; Ernest Walton                                         | Edwin McMillan; Glenn T. Seaborg                                        | Max Theiler                                                           | Pär Lagerkvist                            | Léon Jouhaux | —                                                              |
| 1952 | Felix Bloch; Edward Mills Purcell                                     | Archer John Porter Martin; Richard Laurence Millington Synge            | Selman Waksman                                                        | François Mauriac                          | Albert Schweitzer | —                                                              |
| 1953 | Frederik Zernike                                                      | Hermann Staudinger                                                      | Hans Adolf Krebs; Fritz Albert Lipmann                                | Winston Churchill                         | George Marshall | —                                                              |
| 1954 | Max Born; Walther Bothe                                               | Linus Pauling                                                           | John Franklin Enders; Frederick Chapman Robbins; Thomas Huckle Weller | Ernest Hemingway                          | Alto commissariato delle Nazioni Unite per i rifugiati                                                               | —                                                              |
| 1955 | Willis Lamb; Polykarp Kusch                                           | Vincent du Vigneaud                                                     | Hugo Theorell                                                         | Halldór Laxness                           | — | —                                                              |
| 1956 | John Bardeen; Walter Houser Brattain; William Shockley                | Cyril Norman Hinshelwood; Nikolaj Semënov                               | André Frédéric Cournand; Werner Forssmann; Dickinson W. Richards      | Juan Ramón Jiménez                        | — | —                                                              |
| 1957 | Chen Ning Yang; Tsung-Dao Lee                                         | Alexander Robert Todd                                                   | Daniel Bovet                                                          | Albert Camus                              | Lester B. Pearson | —                                                              |
| 1958 | Pavel Čerenkov; Il'ja Frank; Igor' Evgen'evič Tamm                    | Frederick Sanger                                                        | George Wells Beadle; Edward Lawrie Tatum; Joshua Lederberg            | Boris Pasternak                           | Dominique Pire | —                                                              |
| 1959 | Emilio Segrè; Owen Chamberlain                                        | Jaroslav Heyrovský                                                      | Arthur Kornberg; Severo Ochoa                                         | Salvatore Quasimodo                       | Philip Noel-Baker | —                                                              |
| 1960 | Donald A. Glaser                                                      | Willard Libby                                                           | Frank Macfarlane Burnet; Peter Medawar                                | Saint-John Perse                          | Albert Lutuli | —                                                              |
| 1961 | Robert Hofstadter; Rudolf Mössbauer                                   | Melvin Calvin                                                           | Georg von Békésy                                                      | Ivo Andrić                                | Dag Hammarskjöld | —                                                              |
| 1962 | Lev Landau                                                            | Max Perutz; John Kendrew                                                | Francis Crick; James D. Watson; Maurice Wilkins                       | John Steinbeck                            | Linus Pauling | —                                                              |
| 1963 | Eugene Wigner; Maria Goeppert-Mayer; J. Hans D. Jensen                | Karl Ziegler; Giulio Natta                                              | John Carew Eccles; Alan Lloyd Hodgkin; Andrew Huxley                  | Giorgos Seferis                           | Comitato internazionale della Croce Rossa; Federazione internazionale delle società di Croce Rossa e Mezzaluna Rossa | —                                                              |
| 1964 | Charles Hard Townes; Nikolaj Basov; Aleksandr Michajlovič Prochorov   | Dorothy Hodgkin                                                         | Konrad Emil Bloch; Feodor Felix Konrad Lynen                          | Jean-Paul Sartre                          | Martin Luther King                                                                                                   | —                                                              |
| 1965 | Sin-Itiro Tomonaga; Julian Schwinger; Richard Feynman                 | Robert Burns Woodward                                                   | François Jacob; André Michel Lwoff; Jacques Monod                     | Michail Šolochov                          | Fondo delle Nazioni Unite per l'infanzia                                                                             | —                                                              |
| 1966 | Alfred Kastler                                                        | Robert S. Mulliken                                                      | Francis Peyton Rous; Charles Brenton Huggins                          | Shmuel Yosef Agnon; Nelly Sachs           | — | —                                                              |
| 1967 | Hans Bethe                                                            | Manfred Eigen; Ronald George Wreyford Norrish; George Porter            | Ragnar Granit; Haldan Keffer Hartline; George Wald                    | Miguel Ángel Asturias                     | — | —                                                              |
| 1968 | Luis Walter Alvarez                                                   | Lars Onsager                                                            | Robert W. Holley; Har Gobind Khorana; Marshall Warren Nirenberg       | Yasunari Kawabata                         | René Cassin | —                                                              |
| 1969 | Murray Gell-Mann                                                      | Derek Barton; Odd Hassel                                                | Max Delbrück; Alfred Hershey; Salvador Luria                          | Samuel Beckett                            | Organizzazione internazionale del lavoro                                                                             | Ragnar Frisch; Jan Tinbergen                                   |
| 1970 | Hannes Alfvén; Louis Néel                                             | Luis Federico Leloir                                                    | Julius Axelrod; Ulf von Euler; Bernard Katz                           | Aleksandr Solženicyn                      | Norman Borlaug | Paul Samuelson                                                 |
| 1971 | Dennis Gabor                                                          | Gerhard Herzberg                                                        | Earl Wilbur Sutherland, Jr.                                           | Pablo Neruda                              | Willy Brandt | Simon Kuznets                                                  |
| 1972 | John Bardeen; Leon Cooper; John Robert Schrieffer                     | Christian B. Anfinsen; Stanford Moore; William Howard Stein             | Gerald Edelman; Rodney Robert Porter                                  | Heinrich Böll                             | — | John Hicks; Kenneth Arrow                                      |
| 1973 | Leo Esaki; Ivar Giaever; Brian David Josephson                        | Ernst Otto Fischer; Geoffrey Wilkinson                                  | Karl von Frisch; Konrad Lorenz; Nikolaas Tinbergen                    | Patrick White                             | Henry Kissinger; Lê Đức Thọ                                                                                          | Wassily Leontief                                               |
| 1974 | Martin Ryle; Antony Hewish                                            | Paul Flory                                                              | Albert Claude; Christian de Duve; George Emil Palade                  | Eyvind Johnson; Harry Martinson           | Seán MacBride; Eisaku Satō                                                                                           | Gunnar Myrdal; Friedrich Hayek                                 |
| 1975 | Aage Bohr; Ben Roy Mottelson; James Rainwater                         | John Cornforth; Vladimir Prelog                                         | David Baltimore; Renato Dulbecco; Howard Martin Temin                 | Eugenio Montale                           | Andrej Sacharov | Leonid Kantorovič; Tjalling Koopmans                           |
| 1976 | Burton Richter; Samuel C. C. Ting                                     | William Lipscomb                                                        | Baruch Samuel Blumberg; Daniel Carleton Gajdusek                      | Saul Bellow                               | Betty Williams; Mairead Maguire                                                                                      | Milton Friedman                                                |
| 1977 | Philip Warren Anderson; Nevill Francis Mott; John Hasbrouck van Vleck | Ilya Prigogine                                                          | Roger Guillemin; Andrew Schally; Rosalyn Sussman Yalow                | Vicente Aleixandre                        | Amnesty International                                                                                                | Bertil Ohlin; James Meade                                      |
| 1978 | Pëtr Kapica; Arno Allan Penzias; Robert Woodrow Wilson                | Peter D. Mitchell                                                       | Werner Arber; Daniel Nathans; Hamilton O. Smith                       | Isaac Bashevis Singer                     | Anwar Sadat; Menachem Begin                                                                                          | Herbert A. Simon                                               |
| 1979 | Sheldon Lee Glashow; Abdus Salam; Steven Weinberg                     | Herbert C. Brown; Georg Wittig                                          | Allan McLeod Cormack; Godfrey Hounsfield                              | Odysseas Elytis                           | Madre Teresa | Theodore Schultz; Arthur Lewis                                 |
| 1980 | James Cronin; Val Logsdon Fitch                                       | Paul Berg; Walter Gilbert; Frederick Sanger                             | Baruj Benacerraf; Jean Dausset; George Davis Snell                    | Czesław Miłosz                            | Adolfo Pérez Esquivel                                                                                                | Lawrence Klein                                                 |
| 1981 | Nicolaas Bloembergen; Arthur Leonard Schawlow; Kai Siegbahn           | Kenichi Fukui; Roald Hoffmann                                           | Roger Wolcott Sperry; David H. Hubel; Torsten Wiesel                  | Elias Canetti                             | Alto commissariato delle Nazioni Unite per i rifugiati                                                               | James Tobin                                                    |
| 1982 | Kenneth G. Wilson                                                     | Aaron Klug                                                              | Sune Bergström; Bengt I. Samuelsson; John Vane                        | Gabriel García Márquez                    | Alva Myrdal; Alfonso García Robles                                                                                   | George Stigler                                                 |
| 1983 | Subrahmanyan Chandrasekhar; William Alfred Fowler                     | Henry Taube                                                             | Barbara McClintock                                                    | William Golding                           | Lech Wałęsa | Gérard Debreu                                                  |
| 1984 | Carlo Rubbia; Simon van der Meer                                      | Robert Bruce Merrifield                                                 | Niels Kaj Jerne; Georges J. F. Köhler; César Milstein                 | Jaroslav Seifert                          | Desmond Tutu | Richard Stone                                                  |
| 1985 | Klaus von Klitzing                                                    | Herbert A. Hauptman; Jerome Karle                                       | Michael Stuart Brown; Joseph L. Goldstein                             | Claude Simon                              | Association internationale des médecins pour la prévention de la guerre nucléaire                                    | Franco Modigliani                                              |
| 1986 | Ernst Ruska; Gerd Binnig; Heinrich Rohrer                             | Dudley R. Herschbach; Yuan T. Lee; John Polanyi                         | Stanley Cohen; Rita Levi-Montalcini                                   | Wole Soyinka                              | Elie Wiesel | James M. Buchanan                                              |
| 1987 | Johannes Georg Bednorz; Karl Alexander Müller                         | Donald J. Cram; Jean-Marie Lehn; Charles J. Pedersen                    | Susumu Tonegawa                                                       | Joseph Brodsky                            | Óscar Arias | Robert Solow                                                   |
| 1988 | Leon M. Lederman; Melvin Schwartz; Jack Steinberger                   | Johann Deisenhofer; Robert Huber; Hartmut Michel                        | James W. Black; Gertrude B. Elion; George H. Hitchings                | Naguib Mahfouz                            | Forze internazionali di pace delle Nazioni Unite                                                                     | Maurice Allais                                                 |
| 1989 | Norman Foster Ramsey; Hans Georg Dehmelt; Wolfgang Paul               | Sidney Altman; Thomas Cech                                              | J. Michael Bishop; Harold E. Varmus                                   | Camilo José Cela                          | Tenzin Gyatso | Trygve Haavelmo                                                |
| 1990 | Jerome Isaac Friedman; Henry Way Kendall; Richard E. Taylor           | Elias James Corey                                                       | Joseph Murray; E. Donnall Thomas                                      | Octavio Paz                               | Michail Gorbačëv | Harry Markowitz; Merton Miller; William Forsyth Sharpe         |
| 1991 | Pierre-Gilles de Gennes                                               | Richard R. Ernst                                                        | Erwin Neher; Bert Sakmann                                             | Nadine Gordimer                           | Aung San Suu Kyi | Ronald Coase                                                   |
| 1992 | Georges Charpak                                                       | Rudolph A. Marcus                                                       | Edmond H. Fischer; Edwin G. Krebs                                     | Derek Walcott                             | Rigoberta Menchú | Gary Becker                                                    |
| 1993 | Russell Alan Hulse; Joseph Hooton Taylor                              | Kary Mullis; Michael Smith                                              | Richard J. Roberts; Phillip Allen Sharp                               | Toni Morrison                             | Nelson Mandela; Frederik de Klerk                                                                                    | Robert Fogel; Douglass North                                   |
| 1994 | Bertram Brockhouse; Clifford Shull                                    | George Andrew Olah                                                      | Alfred G. Gilman; Martin Rodbell                                      | Kenzaburō Ōe                              | Yasser Arafat; Shimon Peres; Yitzhak Rabin                                                                           | John Harsanyi; John Forbes Nash; Reinhard Selten               |
| 1995 | Martin Lewis Perl; Frederick Reines                                   | Paul J. Crutzen; Mario J. Molina; Frank Sherwood Rowland                | Edward B. Lewis; Christiane Nüsslein-Volhard; Eric F. Wieschaus       | Seamus Heaney                             | Joseph Rotblat; Movimento Pugwash                                                                                    | Robert Lucas, Jr.                                              |
| 1996 | David Morris Lee; Douglas Osheroff; Robert Coleman Richardson         | Robert F. Curl Jr.; Harry Kroto; Richard Smalley                        | Peter C. Doherty; Rolf M. Zinkernagel                                 | Wisława Szymborska                        | Carlos Filipe Ximenes Belo; José Ramos-Horta                                                                         | James Mirrlees; William Vickrey                                |
| 1997 | Steven Chu; Claude Cohen-Tannoudji; William Daniel Phillips           | Paul D. Boyer; John E. Walker; Jens Christian Skou                      | Stanley B. Prusiner                                                   | Dario Fo                                  | Campagna internazionale per il bando delle mine antiuomo; Jody Williams                                              | Robert C. Merton; Myron Scholes                                |
| 1998 | Robert B. Laughlin; Horst Ludwig Störmer; Daniel C. Tsui              | Walter Kohn; John Pople                                                 | Robert F. Furchgott; Louis Ignarro; Ferid Murad                       | José Saramago                             | John Hume; David Trimble                                                                                             | Amartya Sen                                                    |
| 1999 | Gerard 't Hooft; Martinus Veltman                                     | Ahmed Zewail                                                            | Günter Blobel                                                         | Günter Grass                              | Médecins sans frontières                                                                                             | Robert Mundell                                                 |
| 2000 | Žores Alfërov; Herbert Kroemer; Jack Kilby                            | Alan J. Heeger; Alan G. MacDiarmid; Hideki Shirakawa                    | Arvid Carlsson; Paul Greengard; Eric Kandel                           | Gao Xingjian                              | Kim Dae-jung | James Heckman; Daniel McFadden                                 |
| 2001 | Eric Allin Cornell; Wolfgang Ketterle; Carl Wieman                    | William Standish Knowles; Ryōji Noyori; Karl Barry Sharpless            | Leland H. Hartwell; Tim Hunt; Paul Nurse                              | V. S. Naipaul                             | Organizzazione delle Nazioni Unite; Kofi Annan                                                                       | George Akerlof; Michael Spence; Joseph Stiglitz                |
| 2002 | Raymond Davis Jr.; Masatoshi Koshiba; Riccardo Giacconi               | John Fenn; Koichi Tanaka; Kurt Wüthrich                                 | Sydney Brenner; H. Robert Horvitz; John Sulston                       | Imre Kertész                              | Jimmy Carter | Daniel Kahneman; Vernon L. Smith                               |
| 2003 | Aleksej Abrikosov; Vitalij Ginzburg; Anthony James Leggett            | Peter Agre; Roderick MacKinnon                                          | Paul Lauterbur; Peter Mansfield                                       | J. M. Coetzee                             | Shirin Ebadi | Robert F. Engle; Clive Granger                                 |
| 2004 | David Gross; Hugh David Politzer; Frank Wilczek                       | Aaron Ciechanover; Avram Hershko; Irwin Rose                            | Richard Axel; Linda B. Buck                                           | Elfriede Jelinek                          | Wangari Maathai | Finn E. Kydland; Edward C. Prescott                            |
| 2005 | Roy J. Glauber; John L. Hall; Theodor W. Hänsch                       | Yves Chauvin; Robert H. Grubbs; Richard R. Schrock                      | Barry Marshall; Robin Warren                                          | Harold Pinter                             | Agenzia internazionale per l'energia atomica; Mohamed ElBaradei                                                      | Robert Aumann; Thomas Schelling                                |
| 2006 | John C. Mather; George Smoot                                          | Roger D. Kornberg                                                       | Andrew Fire; Craig Mello                                              | Orhan Pamuk                               | Muhammad Yunus; Grameen Bank                                                                                         | Edmund Phelps                                                  |
| 2007 | Albert Fert; Peter Grünberg                                           | Gerhard Ertl                                                            | Mario Capecchi; Martin Evans; Oliver Smithies                         | Doris Lessing                             | Gruppo intergovernativo sul cambiamento climatico; Al Gore                                                           | Leonid Hurwicz; Eric Maskin; Roger Myerson                     |
| 2008 | Yoichiro Nambu; Makoto Kobayashi; Toshihide Maskawa                   | Osamu Shimomura; Martin Chalfie; Roger Y. Tsien                         | Harald zur Hausen; Françoise Barré-Sinoussi; Luc Montagnier           | Jean-Marie Gustave Le Clézio              | Martti Ahtisaari | Paul Krugman                                                   |
| 2009 | Charles K. Kao; Willard S. Boyle; George E. Smith                     | Venkatraman Ramakrishnan; Thomas A. Steitz; Ada Yonath                  | Elizabeth Blackburn; Carol W. Greider; Jack W. Szostak                | Herta Müller                              | Barack Obama | Elinor Ostrom; Oliver E. Williamson                            |
| 2010 | Andre Geim; Konstantin Novoselov                                      | Richard F. Heck; Ei-ichi Negishi; Akira Suzuki                          | Robert G. Edwards                                                     | Mario Vargas Llosa                        | Liu Xiaobo | Peter A. Diamond; Dale T. Mortensen; Christopher A. Pissarides |
| 2011 | Saul Perlmutter; Adam G. Riess; Brian Schmidt                         | Dan Shechtman                                                           | Bruce Beutler; Jules Hoffmann; Ralph M. Steinman                      | Tomas Tranströmer                         | Ellen Johnson Sirleaf; Leymah Gbowee; Tawakkul Karman                                                                | Thomas J. Sargent; Christopher A. Sims                         |
| 2012 | Serge Haroche; David J. Wineland                                      | Brian K. Kobilka; Robert J. Lefkowitz                                   | John B. Gurdon; Shinya Yamanaka                                       | Mo Yan                                    | Unione europea | Alvin E. Roth; Lloyd S. Shapley                                |
| 2013 | François Englert; Peter W. Higgs                                      | Martin Karplus; Michael Levitt; Arieh Warshel                           | James E. Rothman; Randy W. Schekman; Thomas C. Südhof                 | Alice Munro                               | OPAC | Eugene F. Fama; Lars Peter Hansen; Robert J. Shiller           |
| 2014 | Isamu Akasaki; Hiroshi Amano; Shuji Nakamura                          | Eric Betzig; Stefan Hell; William Moerner                               | John O'Keefe May-Britt Moser Edvard Moser                             | Patrick Modiano                           | Malala Yousafzai Kailash Satyarthi                                                                                   | Jean Tirole                                                    |
| 2015 | Takaaki Kajita Arthur B. McDonald                                     | Tomas Lindahl Paul Modrich Aziz Sancar                                  | William C. Campbell Satoshi Ōmura Tu Youyou                           | Svetlana Aleksievic                       | Quartetto per il dialogo nazionale tunisino                                                                          | Angus Deaton                                                   |
| 2016 | David J. Thouless; Duncan Haldane; John Michael Kosterlitz            | Jean-Pierre Sauvage; James Fraser Stoddart; Ben Feringa                 | Yoshinori Ohsumi                                                      | Bob Dylan                                 | Juan Manuel Santos                                                                                                   | Oliver Hart; Bengt Holmström                                   |
| 2017 | Rainer Weiss Barry C. Barish Kip Thorne                               | Jacques Dubochet Joachim Frank Richard Henderson                        | Jeffrey C. Hall Michael Rosbash Michael W. Young                      | Kazuo Ishiguro                            | Campagna Internazionale per l’Abolizione delle Armi Nucleari                                                         | Richard Thaler                                                 |
| 2018 | Arthur Ashkin Gérard Mourou Donna Strickland                          | Frances Arnold George Pieczenik Smith Gregory Paul Winter               | James Patrick Allison Tasuku Honjo                                    | Olga Tokarczuk                            | Denis Mukwege Nadia Murad                                                                                            | William Nordhaus Paul Romer                                    |
| 2019 | James Peebles Michel Mayor Didier Queloz                              | John B. Goodenough Stanley Whittingham Akira Yoshino                    | William Kaelin Jr. Gregg L.Semenza Sir Peter J.Ratcliffe              | Peter Handke                              | Abiy Ahmed | Abhijit Banerjee Esther Duflo Michael Kremer                   |
| 2020 | Roger Penrose Reinhard Genzel Andrea Ghez                             | Emmanuelle Charpentier Jennifer Doudna                                  | Harvey J. Alter Michael Houghton Charles M. Rice                      | Louise Glück                              | Programma alimentare mondiale                                                                                        | Paul R. Milgrom Robert B. Wilson                               |
| 2021 | Syukuro Manabe; Klaus Hasselmann; Giorgio Parisi                      | Benjamin List; David MacMillan                                          | David Julius; Ardem Patapoutian                                       | Abdulrazak Gurnah                         | Maria Ressa; Dmitrij Muratov                                                                                         | David Card; Joshua Angrist; Guido Imbens                       |
| 2022 | Alain Aspect; John Clauser; Anton Zeilinger                           | Carolyn R. Bertozzi; Morten Meldal; K. Barry Sharpless                  | Svante Pääbo                                                          | Annie Ernaux                              | Ales' Bjaljacki; Memorial; Centro per le libertà civili                                                              | Ben Bernanke; Douglas Diamond; Philip Dybvig                   |
| 2023 | Pierre Agostini; Ferenc Krausz; Anne L'Huillier                       | Moungi Bawendi; Louis E. Brus; Aleksej Ekimov                           | Katalin Karikó; Drew Weissman                                         | Jon Fosse                                 | Narges Mohammadi | Claudia Goldin                                                 |
| 2024 | John Hopfield; Geoffrey Hinton                                        | David Baker; Demis Hassabis; John Jumper                                | Victor Ambros; Gary Ruvkun                                            | Han Kang                                  | Nihon Hidankyo | Daron Acemoglu; Simon Johnson; James Robinson                  |
| Anno | Fisica                                                                | Chimica                                                                 | Medicina                                                              | Letteratura                               | Pace | Economia                                                       |

## Annotazioni
- Nel 1948 il Premio Nobel per la Pace non fu assegnato. Il sito web della Fondazione Nobel dice che sarebbe stato conferito a Gandhi, assassinato all'inizio di quell'anno. In onore dell'apostolo della non violenza, il premio è rimasto senza vincitore.[3].
- Nel 1958, sotto pressioni del governo dell'Unione Sovietica, Boris Pasternak fu costretto a rifiutare il Premio Nobel per la letteratura.[1].
- Nel 1964, Jean-Paul Sartre rifiutò il Premio Nobel per la letteratura, poiché in passato aveva sempre rifiutato tutte le onorificenze ufficiali[1].
- Nel 1973, Lê Đức Thọ rifiutò il premio Nobel per la pace, sostenendo che non lo meritava, perché anche se avesse contribuito a negoziare gli accordi di pace di Parigi (un cessate il fuoco nella guerra del Vietnam), non era stato raggiunto alcun vero accordo di pace[1][4].
- Aung San Suu Kyi, vincitrice del premio Nobel per la pace nel 1991, al momento dell’assegnazione si trovava agli arresti domiciliari in Birmania e non poté quindi presenziare alla consegna dei premi. Ritirò il riconoscimento solo dopo la sua liberazione, nel 2012.
- Nel 2010, Liu Xiaobo non ha potuto ricevere il premio Nobel per la pace: si trovava infatti in prigione, condannato dalle autorità cinesi a 11 anni di reclusione[5].
- Il Premio della Banca di Svezia per l'economia in memoria di Alfred Nobel non è esattamente un premio Nobel (l'economia non compare nel testamento di Alfred Nobel), ma è amministrato dalla Fondazione Nobel secondo le stesse regole.